# Kieran McKenna
Kieran McKenna (London, 1986. május 14. –) angol születésű északír labdarúgó és labdarúgóedző, az Ipswich Town edzője.
McKenna labdarúgóként kezdte pályafutását, az Enniskillen Town United és a Ballinamallard United játékosaként. 2002-ben csatlakozott a Tottenham Hotspurhöz. 2009-ben, 22 éves korában visszavonult egy csípősérülés miatt, ami megakadályozta bemutatkozását a Spurs felnőtt csapatában. 2015-ben az U18-as csapat menedzsere lett, majd 2016-ben elhagyta a klubot, hogy a Manchester United U18-as csapatát irányítsa.
A 2018–2019-es szezonban McKenna a United felnőtt csapata stábjának tagja lett, José Mourinho alatt. 2021 decemberéig dolgozott itt, mikor távozott, hogy az Ipswich Town menedzsere legyen. Első teljes szezonjában feljutott a klubbal a harmadosztályból a másodosztályba, majd egy évvel később a Premier League-be. Az egyik legjobb fiatal edzőnek tekintik.
Az észak-ír válogatottat U19-es és U21-es szinten képviselte, csapatkapitány is volt mindkét esetben.

## Játékos pályafutása
McKenna az Enniskillen Town United játékosaként kezdte pályafutását, de játszott a Ballinamallard United színeiben is, mivel az időszakban két csapatban lehettek regisztrálva fiatal játékosok. Az egyik csapatban csatárként, a másikban középpályásként játszott. Kiemelkedő tehetségnek számított, még az Enniskillen színeiben megnyert egy észak-ír ifjúsági kupát, nála sokkal idősebb játékosokkal körülvéve, a Ballinamallard ellen. Már ekkor érdekelte a játék taktikai oldala, gyakran megkérdezte edzőit, miért csinál mit a csapat. 14 évesen fedezte fel a Tottenham Hotspur játékosfelderítője, Gerry McKee.
Annak ellenére, hogy a Leicester City és a Leeds United is érdekelt volt leigazolásában, 16 éves korában, 2002-ben a Tottenham szerződtette le ötezer fontért. Az átigazolási összeg akár 30 ezer font is lehetett volna, ha bemutatkozott volna a Spurs felnőtt csapatában, illetve Írország, Észak-Írország vagy Anglia válogatottjában. Az előbbihez „fájdalmasan” közel volt, de 22 évesen vissza kellett vonulnia egy megújuló csípősérülés miatt. A Spursnél eltöltött évek során egyre jobb lett, első profi szerződését is aláírta. Jacques Santini alatt a felnőtt csapatban is bemutatkozott, de csak egy felkészülési mérkőzésen, 2004 nyarán.

## Edzői pályafutása

### Első évek
Azt követően, hogy pályafutása idő előtt félbaszakadt, McKenna edzősködni kezdett. Tanulmányait a Loughborough-i Egyetemen végezte, miközben dolgozott a Nottingham Forest U10-es és U11-es csapatainál, illetve nyarait New Yorkban és Vancouverben töltötte edzőként. Egyeteme csapatát is edzette néhány évig, az egyik legjobb tehetségnek tekintették az UEFA B szintű diplomakurzusában. 2017-ben szerezte meg a legmagasabb szintű Pro Licence-t, St. George’s Parkban. Ezt követően visszatért a Tottenhamhez, az U18-as csapat vezetéséig is eljutott, illetve rövid ideig az U21-es észak-ír válogatottat is meglátogatta, hogy tovább tanuljon.

### Manchester United
2016 augusztusában McKenna elhagyta a Tottenhamet, hogy csatlakozzon a Manchester United akadémiájához, U18-as szinten. Második szezonjában megnyerte a Premier League északi csoportját a csapattal.
A 2018–2019-es szezon előtt, miután Rui Faria elhagyta a csapatot, Michael Carrick mellett McKennára is a felnőtt csapat stábjában számított José Mourinho. Azt követően, hogy a szezon rosszul kezdődött, Mourinhót 2018 decemberében kirúgták. Helyére érkezett Ole Gunnar Solskjær, aki mindkét másodedzőt megtartotta, majd Solskjær távozása után Ralf Rangnick is így tett, 2021 novemberében.

### Ipswich Town
2021. december 16-án McKennát kinevezték a harmadosztályú Ipswich Town edzőjének, a csapattal egy három éves szerződést írt alá. December 20-án kezdett el hivatalosan a csapatnál dolgozni, Martyn Pert asszisztenssel.
Első mérkőzését 1–0-ra megnyerte a Wycombe Wanderers ellen, első idegenbeli találkozóján pedig 4–0-ra diadalmaskodott a Gillingham ellen. Érkezése után az Ipswich azonnal jobban kezdett játszani, amivel az eredmények is jöttek. Első tíz mérkőzéséből hetet megnyert a csapat, hétszer is kapott gól nélkül zárták a találkozókat. 2022 februárjában és márciusában veretlenek voltak, illetve megdöntötték a klubrekordot a leghosszabb időszakért kapott gól nélkül, ami korábban 547 perc volt. Ennek ellenére az Ipswich lemaradt a harmadosztály rájátszásáról, tizenegyedik helyen zárva az évadot.
A 2022–2023-as szezonban McKenna 2023 márciusában megnyerte a hónap menedzsere díjat, azt követően, hogy a csapat folytonosan az automatikus feljutás közelében volt. 2023. április 29-én az Ipswich ezt be is biztosította, miután 6–0-ra nyertek az Exeter City ellen. Áprilisban is kiérdemelte a hónap edzője díjat. Második helyen zárták a szezont, tizenkilenc mérkőzésig tartó veretlen sorozatot tudtak felmutatni a szezon során. Az évad befejezte után új, amiben egyetlen menedzser se szerzett több pontot az angol labdarúgásban, négy éves szerződést írt alá a csapattal, 2027-ig.
A 2023–2024-es szezont a másodosztályban kiemelkedően kezdte az Ipswich, szeptemberben a hónap edzője lett McKenna, miután csapata öt mérkőzésből megnyert négyet, egy döntetlen mellett. Márciusban is kiérdemelte a díjat, majd az évad végén a bajnokság legjobb menedzserének választották. 2024. május 4-én az utolsó fordulóban csapata bebiztosította, hogy a második helyen fogja zárni a szezont és így 22 év után először feljut a Premier League-be, egy évvel az után, hogy feljutottak a harmadosztályból. 2012 óta az első csapat lettek, ami két év alatt az első osztályba jutott a harmadikból, a két szezonban összesen 193 gólt rúgtak és 194 pontot gyűjtöttek össze. A szezon végére már az Ipswich története egyik legjobb edzőjének tekintették, Bobby Robson és Alf Ramsey mellett. Az évad befejezte után az angol labdarúgó-bajnokságok legjobb edzőjének választották az LMA díjátadóján, megelőzve Pep Guardiolát és Mikel Artetát a szavazáson. Ezt követően több első osztályú csapat, többek között a Chelsea, a Brighton & Hove Albion és korábbi csapata, a Manchester United is érdekelt lett szerződtetésében. A sok megkeresés ellenére az Ipswich-nél maradt, 2028-ig tartó szerződést aláírva, a bajnokság egyik legjobban fizetett edzőjeként.
A 2024–2025-ös szezont döntetlenekkel és vereségekkel kezdte a csapat, de november 10-én, 22 év után először, nyerni tudtak a Premier League-ben. A Tottenham Hotspurt győzték le 2–1-re.

## Statisztika
Frissítve: 2024. május 4-i állapot szerint.
| Csapat       | -tól               | -ig        | Mutató | Mutató | Mutató | Mutató | Mutató |
| Csapat       | -tól               | -ig        | M      | Gy     | D      | V      | Gy%    |
| ------------ | ------------------ | ---------- | ------ | ------ | ------ | ------ | ------ |
| Ipswich Town | 2021. december 20. | napjainkig | 131    | 75     | 36     | 20     | 57,25  |
| Összesen     | Összesen           | Összesen   | 131    | 75     | 36     | 20     | 57,25  |

## Sikerek, díjak
Manchester United U18
- U18-as Premier League – Északi csoport: 2017–2018[3]

Ipswich Town
- EFL League One – második helyezett: 2022–2023[33]
- EFL Championship – második helyezett: 2023–2024

Egyéni
- EFL Championship – A szezon edzője: 2023–2024[25]
- EFL League One – A hónap edzője: 2023. március,[18] 2023. április[20]
- EFL Championship – A hónap edzője: 2023. szeptember,[23] 2024. március[24]
- LMA – Az év edzője: 2023–2024[34]
- LMA – Az év Championship-edzője: 2023–2024[34]